# Lia Sampai
Lia Sampai   (Barcelona, 7 de maig de 1995) és una cantautora catalana.
Nascuda el 7 de maig de 1995, de ben petita es va interessar per la música i les arts escèniques. De ben joveneta ja escrivia les seves pròpies cançons i va començar a cantar-les públicament el 2015 amb vint anys. El juny de 2017 va pujar per primer cop dalt d'un escenari, al Concurs de Cantautors de Ferreries, a Tortosa, d'on és originària la seva família, i va guanyar el segon premi. A partir d'aquí es presentà a més concursos i guanyà el premi AL VENT, a la millor cançó en valencià a Xàtiva el maig de 2018 i a la millor lletra de cançó a Cocentaina, també el 2018. Posteriorment, al novembre va guanyar el primer premi al Concurs de Cantautors d'Andorra, premi que consistia en la gravació d'un disc a l'estudi Rosazul. El novembre de 2018 comença a col·laborar amb el guitarrista Adrià Pagès, amb qui grava el discos La fada ignorant (premi del concurs d'Andorra 2019), Amagatalls de llum (2021) i Un delta fràgil (2024)
És graduada en psicologia per la UAB i en Art Dramàtic per l'Institut del Teatre de Barcelona.

## Discografia
- La fada ignorant (2019)
- Amagatalls de llum (2021)
- Un delta fràgil (2024)